# Inflação de ativos

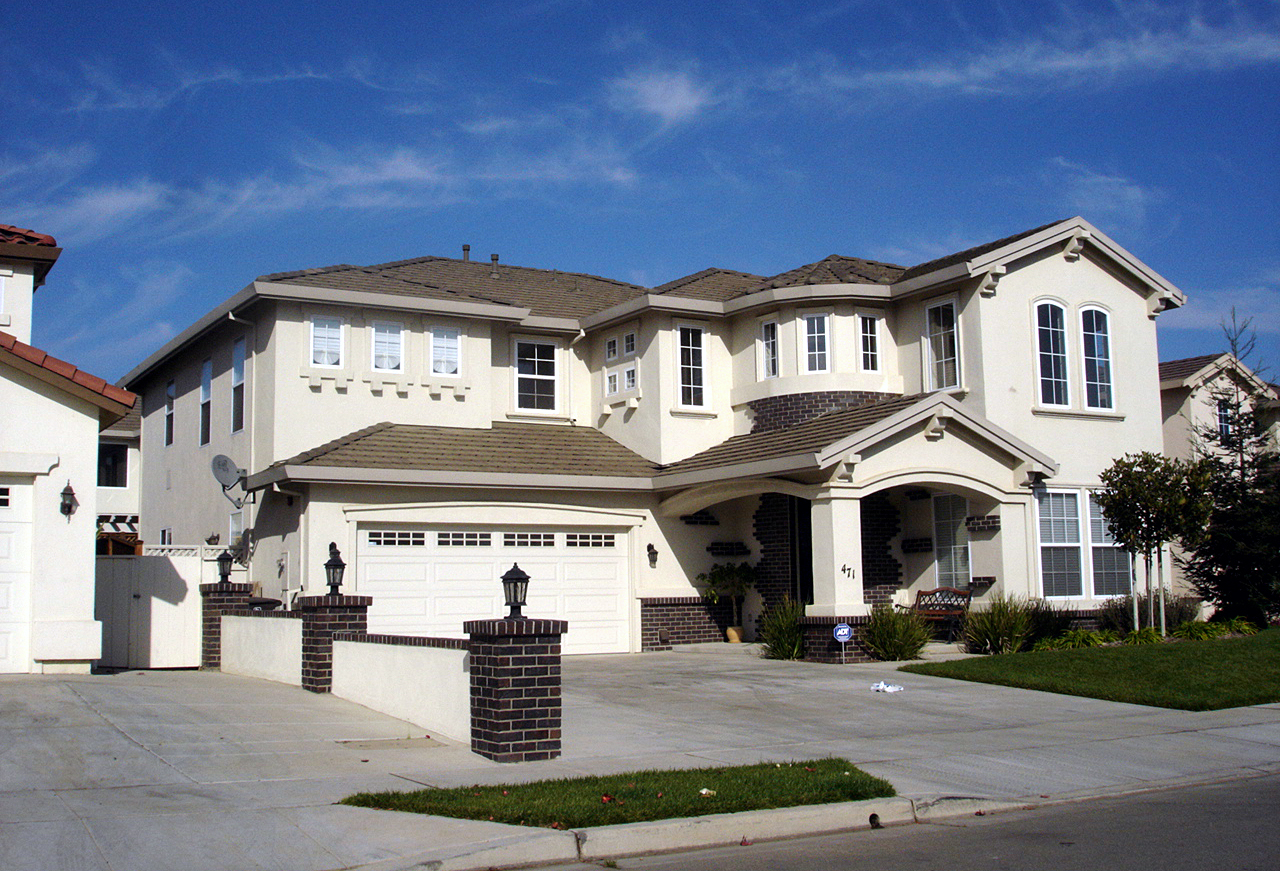
A bolha imobiliária dos EUA é um exemplo de inflação de preços de ativos.

A inflação dos preços dos ativos é o fenômeno econômico pelo qual o preço dos ativos sobe e se torna inflado.
Quando as pessoas falam sobre inflação, geralmente se referem a bens e serviços comuns, que é rastreado pelo Índice de Preços ao Consumidor (IPC), e exclui ativos financeiros. A inflação de ativos financeiros não deve ser confundida com a inflação de bens de consumo e serviços, uma vez que os preços nas duas categorias costumam ser desconexos.
Exemplos de ativos típicos são ações e títulos (e seus derivados), bem como imóveis, ouro e outros bens de capital. Eles também podem incluir ativos de investimento alternativos, como belas-artes, relógios de luxo e capital de risco.

## Inflação de preços e inflação de ativos
Como a inflação é geralmente entendida e percebida como o aumento no preço de bens e serviços 'comuns', e as políticas oficiais e do banco central na maior parte do mundo de hoje têm sido expressamente direcionadas para minimizar a 'inflação de preços', a inflação de ativos não foi objeto de muita atenção ou preocupação. Um exemplo disso é o mercado imobiliário, que diz respeito a quase todas as famílias individuais, onde os preços das casas aumentaram consistentemente nos últimos 25 anos, ou pelo menos perto de uma porcentagem de dois dígitos, muito acima do Índice de Preços ao Consumidor.

## Causas Possíveis
Alguns economistas políticos acreditam que a inflação de ativos tem sido, por padrão ou por projeto, o resultado de políticas intencionais adotadas por bancos centrais e tomadores de decisões políticas para combater e reduzir a inflação de preços muito mais visível. Isso poderia ser por uma variedade de razões, algumas abertas, mas outras mais ocultas ou mesmo de má reputação. Alguns pensam que é a consequência de uma reação natural dos investidores ao perigo de encolhimento do valor de praticamente todas as moedas importantes, o que, como em 2012 por exemplo, parece-lhes altamente provável devido ao tremendo crescimento mundial da massa monetária. Sua preferência por bens reais empurra seus preços para cima sem quaisquer políticas intencionais dos tomadores de decisão.

## Resultados possíveis
A inflação dos preços dos ativos muitas vezes foi seguida por uma queda dos preços dos ativos. Isso pode acontecer em uma queda repentina e às vezes inesperada no preço de uma classe de ativos específica. Exemplos de queda nos preços de ativos incluem tulipas holandesas no século XVII, imóveis e ações metropolitanas japonesas no início da década de 1990 e ações da Internet em 2001. Um exemplo mais recente é o da crise financeira das hipotecas subprime de 2007.